# Lista över fornlämningar i Gotlands kommun (Lau)
Lista över fornlämningar i Gotlands kommun (Lau) är en förteckning av ett urval av de fornlämningar som finns i Lau i Gotlands kommun.
| Namn        | Lämningstyp                      | Tillkomsttid | Historisk indelning | Plats | Läge                 | ID-nr          | Bild                                      |
| ----------- | -------------------------------- | ------------ | ------------------- | ----- | -------------------- | -------------- | ----------------------------------------- |
| Lau 1:1     | Hällristning                     |              | Lau, Gotland        |       | 57.289717, 18.602565 | 11100000000974 | Ladda upp en bild av detta fornminne      |
| Lau 1:2     | Hällristning                     |              | Lau, Gotland        |       | 57.289717, 18.602565 | 11100000000975 | Ladda upp en bild av detta fornminne      |
| Lau 4:1     | Husgrund, förhistorisk/medeltida |              | Lau, Gotland        |       | 57.295810, 18.606574 | 10094400040001 | Ladda upp en bild av detta fornminne      |
| Lau 6:1     | Hällristning                     |              | Lau, Gotland        |       | 57.276443, 18.609547 | 11100000000976 | Ladda upp en bild av detta fornminne      |
| Lau 7:1     | Gravfält                         |              | Lau, Gotland        |       | 57.276648, 18.612489 | 10094400070001 | Ladda upp en bild av detta fornminne      |
| Lau 12:1    | Stensättning                     |              | Lau, Gotland        |       | 57.271315, 18.606927 | 10094400120001 | Ladda upp en bild av detta fornminne      |
| Lau 14:1    | Gravfält                         |              | Lau, Gotland        |       | 57.268597, 18.602388 | 10094400140001 | Ladda upp en bild av detta fornminne      |
| Lau 15:1    | Gravfält                         |              | Lau, Gotland        |       | 57.288931, 18.624429 | 10094400150001 | Ladda upp en bild av detta fornminne      |
| Lau 16:1    | Stensättning                     |              | Lau, Gotland        |       | 57.268518, 18.607286 | 10094400160001 | Ladda upp en bild av detta fornminne      |
| Lau 16:2    | Stensättning                     |              | Lau, Gotland        |       | 57.268729, 18.607283 | 10094400160002 | Ladda upp en bild av detta fornminne      |
| Lau 16:3    | Stensättning                     |              | Lau, Gotland        |       | 57.268696, 18.607428 | 10094400160003 | Ladda upp en bild av detta fornminne      |
| Lau 16:4    | Stensättning                     |              | Lau, Gotland        |       | 57.268641, 18.607625 | 10094400160004 | Ladda upp en bild av detta fornminne      |
| Lau 17:1    | Stensättning                     |              | Lau, Gotland        |       | 57.266777, 18.607282 | 10094400170001 | Ladda upp en bild av detta fornminne      |
| Lau 19:1    | Röse                             |              | Lau, Gotland        |       | 57.270365, 18.610583 | 10094400190001 | Ladda upp en bild av detta fornminne      |
| Lau 21:1    | Gravfält                         |              | Lau, Gotland        |       | 57.279974, 18.619485 | 10094400210001 | Ladda upp en bild av detta fornminne      |
| Lau 23:1    | Stensättning                     |              | Lau, Gotland        |       | 57.273759, 18.610283 | 10094400230001 | Ladda upp en bild av detta fornminne      |
| Lau 23:2    | Stensättning                     |              | Lau, Gotland        |       | 57.273657, 18.610162 | 10094400230002 | Ladda upp en bild av detta fornminne      |
| Lau 26:1    | Husgrund, förhistorisk/medeltida |              | Lau, Gotland        |       | 57.268288, 18.624559 | 10094400260001 | Ladda upp en bild av detta fornminne      |
| Lau 27:1    | Husgrund, förhistorisk/medeltida |              | Lau, Gotland        |       | 57.268836, 18.633194 | 10094400270001 | Ladda upp en bild av detta fornminne      |
| Lau 27:2    | Husgrund, förhistorisk/medeltida |              | Lau, Gotland        |       | 57.268828, 18.632490 | 10094400270002 | Ladda upp en bild av detta fornminne      |
| Lau 27:3    | Husgrund, förhistorisk/medeltida |              | Lau, Gotland        |       | 57.268755, 18.632192 | 10094400270003 | Ladda upp en bild av detta fornminne      |
| Lau 27:6    | Husgrund, förhistorisk/medeltida |              | Lau, Gotland        |       | 57.268447, 18.631772 | 10094400270006 | Ladda upp en bild av detta fornminne      |
| Lau 28:1    | Stensättning                     |              | Lau, Gotland        |       | 57.271321, 18.633150 | 10094400280001 | Ladda upp en bild av detta fornminne      |
| Lau 29:1    | Stensättning                     |              | Lau, Gotland        |       | 57.270527, 18.634569 | 10094400290001 | Ladda upp en bild av detta fornminne      |
| Lau 30:1    | Husgrund, förhistorisk/medeltida |              | Lau, Gotland        |       | 57.266229, 18.637199 | 10094400300001 | Ladda upp en bild av detta fornminne      |
| Lau 32:1    | Stensättning                     |              | Lau, Gotland        |       | 57.274990, 18.633139 | 10094400320001 | Ladda upp en bild av detta fornminne      |
| Lau 33:1    | Stensättning                     |              | Lau, Gotland        |       | 57.271626, 18.635163 | 10094400330001 | Ladda upp en bild av detta fornminne      |
| Lau 33:2    | Grav markerad av sten/block      |              | Lau, Gotland        |       | 57.271771, 18.635025 | 10094400330002 | Ladda upp en bild av detta fornminne      |
| Lau 35:1    | Hällristning                     |              | Lau, Gotland        |       | 57.278219, 18.642611 | 11100000000708 | Ladda upp en bild av detta fornminne      |
| Lau 35:2    | Hällristning                     |              | Lau, Gotland        |       | 57.278372, 18.642385 | 11100000000709 | Ladda upp en bild av detta fornminne      |
| Lau 37:1    | Stensättning                     |              | Lau, Gotland        |       | 57.273618, 18.653044 | 10094400370001 | Ladda upp en bild av detta fornminne      |
| Lau 39:1    | Hällristning                     |              | Lau, Gotland        |       | 57.288146, 18.623339 | 11100000000710 | Ladda upp en bild av detta fornminne      |
| Lau 40:1    | Gravfält                         |              | Lau, Gotland        |       | 57.287201, 18.622564 | 10094400400001 | Ladda upp en bild av detta fornminne      |
| Lau 41:1    | Gravfält                         |              | Lau, Gotland        |       | 57.307804, 18.637917 | 10094400410001 | Ladda upp en bild av detta fornminne      |
| Lau 43:1    | Stensättning                     |              | Lau, Gotland        |       | 57.313010, 18.643189 | 10094400430001 | Ladda upp en bild av detta fornminne      |
| Lau 45:1    | Gravfält                         |              | Lau, Gotland        |       | 57.305610, 18.636584 | 10094400450001 | Ladda upp en bild av detta fornminne      |
| Lau 46:1    | Stensättning                     |              | Lau, Gotland        |       | 57.303735, 18.636064 | 10094400460001 | Ladda upp en bild av detta fornminne      |
| Lau 47:1    | Stensättning                     |              | Lau, Gotland        |       | 57.303082, 18.635687 | 10094400470001 | Ladda upp en bild av detta fornminne      |
| Lau 48:1    | Stensättning                     |              | Lau, Gotland        |       | 57.301070, 18.635558 | 10094400480001 | Ladda upp en bild av detta fornminne      |
| Lau 49:1    | Stenkrets                        |              | Lau, Gotland        |       | 57.293349, 18.630593 | 10094400490001 | Ladda upp en bild av detta fornminne      |
| Lau 49:2    | Stenkrets                        |              | Lau, Gotland        |       | 57.293210, 18.630482 | 10094400490002 | Ladda upp en bild av detta fornminne      |
| Lau 49:3    | Stensättning                     |              | Lau, Gotland        |       | 57.293178, 18.630171 | 10094400490003 | Ladda upp en bild av detta fornminne      |
| Lau 50:1    | Röse                             |              | Lau, Gotland        |       | 57.299005, 18.645450 | 10094400500001 | Ladda upp en bild av detta fornminne      |
| Lau 51:1    | Stenkrets                        |              | Lau, Gotland        |       | 57.297992, 18.643592 | 10094400510001 | Ladda upp en bild av detta fornminne      |
| Lau 51:2    | Stensättning                     |              | Lau, Gotland        |       | 57.298172, 18.643585 | 10094400510002 | Ladda upp en bild av detta fornminne      |
| Lau 53:1    | Stenkrets                        |              | Lau, Gotland        |       | 57.300627, 18.644524 | 10094400530001 | Ladda upp en bild av detta fornminne      |
| Lau 53:2    | Stenkrets                        |              | Lau, Gotland        |       | 57.300547, 18.644110 | 10094400530002 | Ladda upp en bild av detta fornminne      |
| Lau 55:1    | Stensättning                     |              | Lau, Gotland        |       | 57.299519, 18.633190 | 10094400550001 | Ladda upp en bild av detta fornminne      |
| Lau 56:1    | Stensättning                     |              | Lau, Gotland        |       | 57.300804, 18.634717 | 10094400560001 | Ladda upp en bild av detta fornminne      |
| Lau 59:1    | Grav markerad av sten/block      |              | Lau, Gotland        |       | 57.315031, 18.646188 | 10094400590001 | Ladda upp en bild av detta fornminne      |
| Lau 59:2    | Grav markerad av sten/block      |              | Lau, Gotland        |       | 57.315142, 18.645918 | 10094400590002 | Ladda upp en bild av detta fornminne      |
| Lau 59:3    | Grav markerad av sten/block      |              | Lau, Gotland        |       | 57.315182, 18.645981 | 10094400590003 | Ladda upp en bild av detta fornminne      |
| Lau 62:1    | Hög                              |              | Lau, Gotland        |       | 57.284446, 18.620490 | 10094400620001 | Ladda upp en bild av detta fornminne      |
| Lau 62:2    | Stenkrets                        |              | Lau, Gotland        |       | 57.284791, 18.619884 | 10094400620002 | Ladda upp en bild av detta fornminne      |
| Lau 63:1    | Kastall                          |              | Lau, Gotland        |       | 57.283253, 18.620452 | 10094400630001 | Ladda upp en till bild av detta fornminne |
| Lau 64:1    | Röse                             |              | Lau, Gotland        |       | 57.285621, 18.622616 | 10094400640001 | Ladda upp en bild av detta fornminne      |
| Lau 64:2    | Stensättning                     |              | Lau, Gotland        |       | 57.285821, 18.623127 | 10094400640002 | Ladda upp en bild av detta fornminne      |
| Lau 67:1    | Fornborg                         |              | Lau, Gotland        |       | 57.295496, 18.649575 | 10094400670001 | Ladda upp en bild av detta fornminne      |
| Lau 72:1    | Stensättning                     |              | Lau, Gotland        |       | 57.268059, 18.610981 | 10094400720001 | Ladda upp en bild av detta fornminne      |
| Lau 84:1    | Hög                              |              | Lau, Gotland        |       | 57.286407, 18.623267 | 10094400840001 | Ladda upp en bild av detta fornminne      |
| Lau 88:2    | Gravklot                         |              | Lau, Gotland        |       | 57.285024, 18.620988 | 10094400880002 | Ladda upp en bild av detta fornminne      |
| Lau 91:1    | Grav markerad av sten/block      |              | Lau, Gotland        |       | 57.292670, 18.629361 | 10094400910001 | Ladda upp en bild av detta fornminne      |
| Lau 93:1    | Stensättning                     |              | Lau, Gotland        |       | 57.281023, 18.621900 | 10094400930001 | Ladda upp en bild av detta fornminne      |
| Lau 93:2    | Stensättning                     |              | Lau, Gotland        |       | 57.281001, 18.621538 | 10094400930002 | Ladda upp en bild av detta fornminne      |
| Lau 93:3    | Stensättning                     |              | Lau, Gotland        |       | 57.281102, 18.621048 | 10094400930003 | Ladda upp en bild av detta fornminne      |
| Lau 97:1    | Stensättning                     |              | Lau, Gotland        |       | 57.287836, 18.625017 | 10094400970001 | Ladda upp en bild av detta fornminne      |
| Lau 97:2    | Hög                              |              | Lau, Gotland        |       | 57.287886, 18.625588 | 10094400970002 | Ladda upp en bild av detta fornminne      |
| Lau 97:3    | Hög                              |              | Lau, Gotland        |       | 57.287976, 18.626324 | 10094400970003 | Ladda upp en bild av detta fornminne      |
| Lau 97:4    | Hög                              |              | Lau, Gotland        |       | 57.288197, 18.626780 | 10094400970004 | Ladda upp en bild av detta fornminne      |
| Lau 98:1    | Hög                              |              | Lau, Gotland        |       | 57.287051, 18.624603 | 10094400980001 | Ladda upp en bild av detta fornminne      |
| Lau 102:1   | Hällristning                     |              | Lau, Gotland        |       | 57.294975, 18.655231 | 11100000000800 | Ladda upp en bild av detta fornminne      |
| Lau 105:1   | Stensättning                     |              | Lau, Gotland        |       | 57.299905, 18.632209 | 10094401050001 | Ladda upp en bild av detta fornminne      |
| Lau 107:1   | Stensättning                     |              | Lau, Gotland        |       | 57.289550, 18.625302 | 10094401070001 | Ladda upp en bild av detta fornminne      |
| Lau 107:2   | Stenkrets                        |              | Lau, Gotland        |       | 57.289218, 18.624738 | 10094401070002 | Ladda upp en bild av detta fornminne      |
| Lau 108:1   | Stensättning                     |              | Lau, Gotland        |       | 57.276446, 18.613948 | 10094401080001 | Ladda upp en bild av detta fornminne      |
| Lau 108:2   | Stensättning                     |              | Lau, Gotland        |       | 57.276582, 18.614086 | 10094401080002 | Ladda upp en bild av detta fornminne      |
| Lau 108:3   | Stensättning                     |              | Lau, Gotland        |       | 57.276553, 18.614247 | 10094401080003 | Ladda upp en bild av detta fornminne      |
| Lau 109:1   | Stensättning                     |              | Lau, Gotland        |       | 57.273126, 18.608442 | 10094401090001 | Ladda upp en bild av detta fornminne      |
| Lau 109:2   | Stensättning                     |              | Lau, Gotland        |       | 57.273184, 18.608306 | 10094401090002 | Ladda upp en bild av detta fornminne      |
| Lau 109:3   | Stensättning                     |              | Lau, Gotland        |       | 57.272704, 18.608538 | 10094401090003 | Ladda upp en bild av detta fornminne      |
| Lau 109:4   | Grav markerad av sten/block      |              | Lau, Gotland        |       | 57.272566, 18.608582 | 10094401090004 | Ladda upp en bild av detta fornminne      |
| Lau 110:1   | Stensättning                     |              | Lau, Gotland        |       | 57.273747, 18.608765 | 10094401100001 | Ladda upp en bild av detta fornminne      |
| Lau 111:1   | Grav markerad av sten/block      |              | Lau, Gotland        |       | 57.272150, 18.608723 | 10094401110001 | Ladda upp en bild av detta fornminne      |
| Lau 111:2   | Stensättning                     |              | Lau, Gotland        |       | 57.271867, 18.607967 | 10094401110002 | Ladda upp en bild av detta fornminne      |
| Lau 115:1   | Hällristning                     |              | Lau, Gotland        |       | 57.275020, 18.603216 | 11100000000801 | Ladda upp en bild av detta fornminne      |
| Lau 121:1   | Hällristning                     |              | Lau, Gotland        |       | 57.279502, 18.612358 | 11100000000802 | Ladda upp en bild av detta fornminne      |
| Lau 125:1   | Hällristning                     |              | Lau, Gotland        |       | 57.308632, 18.655575 | 11100000000803 | Ladda upp en bild av detta fornminne      |
| Lau 125:2   | Hällristning                     |              | Lau, Gotland        |       | 57.308781, 18.655064 | 11100000000804 | Ladda upp en bild av detta fornminne      |
| Lau 125:3   | Hällristning                     |              | Lau, Gotland        |       | 57.308753, 18.655938 | 11100000000805 | Ladda upp en bild av detta fornminne      |
| Lau 126:1   | Hällristning                     |              | Lau, Gotland        |       | 57.308902, 18.656849 | 11100000000806 | Ladda upp en bild av detta fornminne      |
| Lau 127:1   | Hällristning                     |              | Lau, Gotland        |       | 57.308131, 18.659058 | 11100000000807 | Ladda upp en bild av detta fornminne      |
| Lau 128:1   | Hällristning                     |              | Lau, Gotland        |       | 57.307775, 18.658803 | 11100000000808 | Ladda upp en bild av detta fornminne      |
| Lau 128:2   | Hällristning                     |              | Lau, Gotland        |       | 57.307833, 18.658499 | 11100000000809 | Ladda upp en bild av detta fornminne      |
| Lau 128:3   | Hällristning                     |              | Lau, Gotland        |       | 57.307936, 18.658367 | 11100000000810 | Ladda upp en bild av detta fornminne      |
| Lau 128:4   | Hällristning                     |              | Lau, Gotland        |       | 57.307954, 18.658273 | 11100000000811 | Ladda upp en bild av detta fornminne      |
| Lau 128:5   | Hällristning                     |              | Lau, Gotland        |       | 57.307577, 18.658552 | 11100000000812 | Ladda upp en bild av detta fornminne      |
| Lau 129:1   | Hällristning                     |              | Lau, Gotland        |       | 57.306319, 18.658433 | 11100000000813 | Ladda upp en bild av detta fornminne      |
| Lau 130:1   | Hällristning                     |              | Lau, Gotland        |       | 57.305022, 18.660599 | 11100000000814 | Ladda upp en bild av detta fornminne      |
| Lau 141:1   | Stensättning                     |              | Lau, Gotland        |       | 57.307192, 18.637390 | 10094401410001 | Ladda upp en bild av detta fornminne      |
| Lau 145:1   | Stensättning                     |              | Lau, Gotland        |       | 57.279367, 18.617807 | 10094401450001 | Ladda upp en bild av detta fornminne      |
| Lau 146:1   | Stensättning                     |              | Lau, Gotland        |       | 57.284277, 18.616570 | 10094401460001 | Ladda upp en bild av detta fornminne      |
| Lau 169     | Grav- och boplatsområde          |              | Lau, Gotland        |       | 57.288553, 18.624594 | 12000000001379 | Ladda upp en bild av detta fornminne      |
| Garde 1:2   | Grav markerad av sten/block      |              | Lau, Gotland        |       | 57.309154, 18.637624 | 10092300010002 | Ladda upp en bild av detta fornminne      |
| Garde 1:3   | Stensättning                     |              | Lau, Gotland        |       | 57.309054, 18.637681 | 10092300010003 | Ladda upp en bild av detta fornminne      |
| Garde 109:1 | Röse                             |              | Lau, Gotland        |       | 57.374038, 18.584697 | 10092301090001 | Ladda upp en bild av detta fornminne      |
| Garde 109:2 | Stensättning                     |              | Lau, Gotland        |       | 57.374042, 18.584940 | 10092301090002 | Ladda upp en bild av detta fornminne      |